# Cannibal

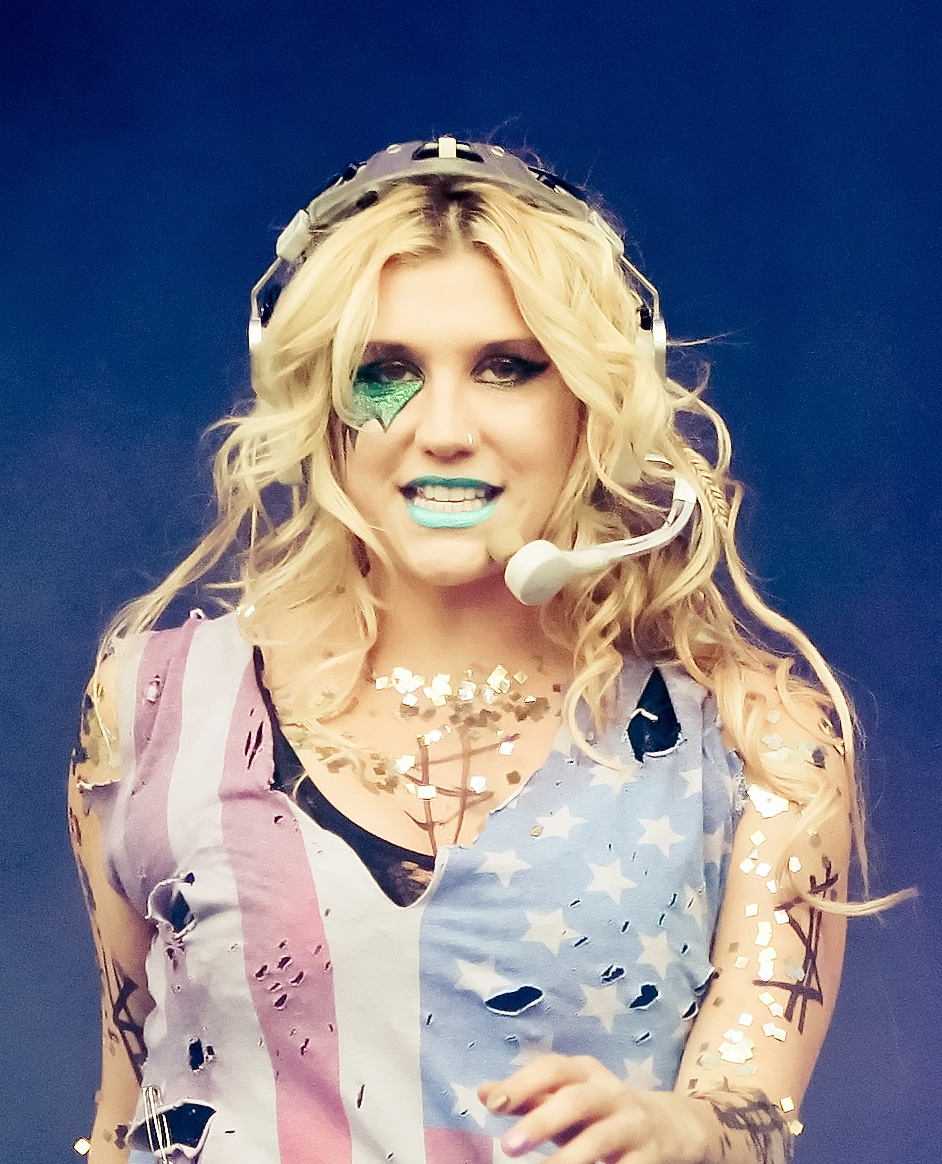
Kesha în primul ei tur internațional

Cannibal este primul extended play (EP) lansat de Kesha. A fost lansat pe 19 noiembrie 2010.

## Procesul de creație
Se credea inițial că este doar o re-lansare a albumului Animal, Cannibal a fost lansat atât ca ediție de lux a albumului Animal, cât și ca EP independent.  Înregistrarea parțială a albumului a avut loc în septembrie 2010. Kesha a înregistrat melodiile pe o perioadă de două săptămâni; scurta perioadă de înregistrare se datora faptului că ea era disponibilă doar pentru o perioadă limitată de timp din cauza angajamentelor anterioare.
Kesha a spus că mesajul pe care a vrut să îl difuzeze prin acest album a fost acela de a crea „muzică bună, pozitivă, dansantă”. Ea a explicat: „Simt că creez această mișcare, sperăm, foarte tinerească și ireverențială a copiilor, ca și în adolescență. Simt că părinții nu o înțeleg, dar copiii o primesc. Și merită să aibă mai multă muzică bună și pozitivă".

## Single-uri
- We R Who We R
- Blow

## Lista melodiilor
1. „ Canibal ”  
2." We R Who We R "  
3." Sleazy "  
4. „ Blow ”  
5. „ The Harold Song ”  
6. „ Crazy Beautiful Life ”  
7. „ Grow A Pear ”  
8. „ CU Next Tuesday ”  
9. „ Animal ” (Billboard Remix)

###### Piese bonus
10. „ Your love is my drug ” (Radio Bimbo Jones) 
11. „ Take It Off ” (Billboard Radio Mix) 
12. „ Animal ” (Dave Aude Remix)